# 陶甄
陶甄，浙江乌程（今浙江湖北）人，是一名清朝政治人物。举人出身。
陶甄曾于1878年接替许恒身任嘉定县知县一职，1878年由王善录接任。